# التهاب مجاورات المستقيم
التهاب مجاورات المستقيم هو التهاب صديدي للأنسجة الخلوية المحيطة بالمستقيم، السبب الأكثر شيوعًا هو اختراق الكائنات البكتيرية من المستقيم إلى الأنسجة الخلوية المحيطة، والتي قد تحدث من خلال الشق الشرجي، يقتصر الالتهاب أحيانًا على تكوين خراج شرجي، وفي بعض الحالات ينتشر لمسافة كبيرة وقد يكون معقدًا بسبب تعفن الدم.

## أعراض
هي ألم حاد في منطقة المستقيم، والقابلية للكسر، وظهورتسرب في منطقة الشرج أوعلى الأرداف، قد ينفجر خراج غير متوازن. يصبح المرض مزمنًا بعد عدة مرات.

## علاج
يشمل العلاج إعطاء المضادات الحيوية والعوامل المضادة للالتهابات.